# Koncz Zsuzsa X.
A X. Koncz Zsuzsa tizedik magyar nyelvű nagylemeze. 1977-ben jelent meg. Összefoglalója egy időszaknak, amelyet Fonográf együttessel kapcsolatban álló zenészek közös munkája jellemez.
Közremûködik a Fonográf együttes, Bergendy István, Bergendy Péter, Hajdu Sándor, Somló Tamás. A vonószenekart vezényli Balassa P. Tamás.

## Dalai
1. 1964 (Szörényi Levente – Bródy János) 3:22
2. A széllel szemben (Szörényi Levente – Bródy János) 3:45
3. Védd magad! (Szörényi Levente – Bródy János) 3:30
4. Az én világom (Tolcsvay László – Bródy János) 3:01
5. Nem lehetek azonos (Tolcsvay László – Bródy János) 3:16
6. Csak egy dal (Szörényi Levente – Bródy János) 3:36
7. Nem kérek áldást (Tolcsvay László – Bródy János) 4:01
8. Bordódi Kristóf (Bródy János) 3:42
9. Csók nélkül képtelenség (Bródy János) 3:32
10. Száz év (Móricz Mihály – Bródy János) 4:08
11. Labdaszedegető (Tolcsvay László – Bródy János) 3:05
12. Mesél a Hold (Tolcsvay László – Bródy János) 1:07

## Külső hivatkozások
- Információk Koncz Zsuzsa honlapján